# Un homme qui dort (film, 1974)
Pour plus de détails, voir Fiche technique et Distribution.
Un homme qui dort est un film franco-tunisien réalisé par Bernard Queysanne et sorti en 1974. Il s'agit d'une adaptation du roman du même titre de Georges Perec.

## Synopsis
Tourné en noir et blanc, le long métrage évoque les réflexions et les déambulations du protagoniste, incarné par Jacques Spiesser, dans sa chambre de bonne et dans les rues de Paris. Le texte du roman, dit en voix off par Ludmila Mikaël, accompagne les images.

## Fiche technique
- Titre : Un homme qui dort
- Réalisation : Bernard Queysanne
- Scénario : Georges Perec d'après son roman
- Photographie : Bernard Zitzermann
- Musique : Philippe Drogoz et Eugénie Kuffler
- Son : Jean-Pierre Ruh
- Montage : Andrée Davanture et Agnès Molinard
- Production : Dovidis et SATPEC
- Pays d’origine :  France
- Langue : français
- Durée : 68 minutes
- Date de sortie :
  - France : 1974

## Distribution
- Jacques Spiesser : l'homme
- Ludmila Mikaël : voix

## Distinction
- Prix Jean-Vigo 1974